# Messias de Mello
Manoel Messias de Mello (Maceió, 16 de agosto de 1904 - São Paulo, 18 de outubro de 1994) foi um quadrinista brasileiro. Era irmão do poeta e jornalista Judas Isgorogota e pai do animador Daniel Messias.

## Biografia
Messias de Mello, tal como ficou conhecido, era filho de Severiano Rodrigues de Mello e de Tereza da Rocha Mello, ele neto de portugueses e ela descendente de indígenas de Palmeira dos Índios, Alagoas.
Em 1927, seu irmão Agnelo, que ficaria conhecido como o poeta Judas Isgorogota e que havia conseguido um emprego como redator no jornal “A Gazeta” convida-o a trabalhar em São Paulo. Messias consegue apenas realizar pequenos trabalhos esporádicos em algumas grandes lojas de departamentos da cidade, como a Casa Capital e a Casa Alemã.
Em 1931 retorna para a sua Maceió para casar-se com a estudante de escultura Eurídice Araújo Sampaio com quem teria quatro filhos. Volta o ano seguinte para São Paulo e reinicia o trabalho de cartazista e vitrinista fazendo pequenos bicos, ajudado pela esposa. Quando eclode a revolução constitucionalista de 1932, para sobreviver  desenha a bandeira da cidade nos capacetes dos soldados paulistas enquanto ela completa a pintura.
Iniciou a carreira de ilustrador trabalhando para a Gazeta Juvenil, suplemento infantil do jornal A Gazeta. Nas páginas da Gazetinha, entre 1936 e 1939, criou diversos personagens, entre eles Pão Duro, Gibimba e Audaz, o Demolidor. Além de criar histórias em quadrinhos, ilustrou adaptações de clássicos da literatura, como Os Três Mosqueteiros, O Máscara de Ferro, Robinson Crusoe, Os Miseráveis e O Conde de Monte Cristo.
Ao lado do escritor Armando Brussolo , realizou, de 1936 a 1939, diversas histórias em quadrinhos de aventura publicadas em capítulos, como Capitão Blood, Sherlock Holmes, o Homem Elétrico, A conquista das esmeraldas, na qual narrou a saga do bandeirante Fernão Dias.
A sua criação   Audaz, o demolidor consiste em um  autômato (robô) gigante e surgiu inicialmente no ano de 1938, em uma edição da revista  A Gazetinha . O heroico  Audaz era operado por três personagens humanos:  o Doutor Blum , o garoto-prodígio Jaques Ennes,  e o galã  Greggor. A partir de 1949 a série  passou a ser editada na na nova versão da revista Gazeta Juvenil .
Também ilustrou O Raio da Morte, Bascomb – o Terror de Ferney, À Roda da Lua baseada nos romances Da Terra à Lua (1865) e sua sequência À Roda Da Lua (1869) de Júlio Verne, O enigma do espectro de James Hull, entre outros trabalhos feitos para esse suplemento.
Também colaborou com o jornal Gazeta Esportiva, criando mascotes para os clubes de futebol de São Paulo, como o "Santo Paulo" (São Paulo FC), o "Periquito" (Palmeiras), a "Macaca" (AA Ponte Preta), o "Menino Travesso" (CA Juventus) e o "Mosqueteiro" (Corinthians).
Na década de 1950, produziu para a La Selva, HQs baseadas no nos palhaços “Arrelia e Pimentinha” e nos atores “Oscarito e Grande Otelo

Em 1951, realizou as ilustrações e a capa do livro " O íncola e o bandeirante na história de São Paulo", de autoria do coronel Pedro Dias de Campos e editado pela Livraria Francisco Alves.
Paralelamente ao trabalho nos jornais, fazia pintura a óleo e tinta acrílica.
Entre 1964 e 1968, quadrinizou seis contos psicografados por Chico Xavier e Waldo Vieira. As histórias foram publicadas no Anuário Espírita do Instituto de Difusão Espírita, e mais tarde reunidas por Worney Almeida de Souza no livro Messias de Mello e o Espiritismo publicado pela Marca de Fantasia em 2011.
Recebeu o prêmio de Mestre do Quadrinho Nacional na primeira edição do Prêmio Angelo Agostini, em 1985. Seu filho, Daniel Messias tornou-se um conhecido animador, trabalhando para várias empresas de animação .
Suas obras mais conhecidas nos quadrinhos são:
.
Para a Gazetinha
- Pão Duro
- Capitão Blood
- Serie “O descobrimento”
- Sherlock Holmes
- À roda da lua
- Bascomb
- O homem eléctrico
- O raio da morte
- Os três Mosqueteiros
- Chinatown
- As aventuras de Monte Christo
- A conquista das esmeraldas
- Audaz , o demolidor
- Fernão Dias e as esmeraldas
- O enigma do espectro de James Hull
- Luke Harry no planeta Zinder
- História do Brasil
- Dick Peter, os adoradores do sol
- Perdidos no igapó
- O pássaro de prata

Para a Editora  La Selva
- Arrelia e Pimentinha
- Oscarito e Grande Otelo

Para o Instituto de difusão Espírita
- Anuário espírita

Para a Editora do Brasil S.A
- Robinson Crusoe
- Histórias da nossa história (Volumes I,II e III).